# 김제 금산사 석련대
김제 금산사 석련대(金堤 金山寺 石蓮臺)는 전북특별자치도 김제시 금산사에 있는 석조 연화 대좌이다. 대한민국의 보물 제23호로 지정되어 있다. 높이 1.67미터이며, 재질은 화강암이다. 10세기 무렵 만들어진 듯하며, 지대석은 남아 있지 않고, 하대석은 측면이 10각형으로 각면마다 인사를 새겼다. 8면은 서화형(瑞花形)을, 2면은 사자상을 조각하였다.

## 개요
연화대 형식으로 조각한 불상의 좌대로 무려 높이가 1.52m, 둘레가 10m에 달하는 거대한 연화대이다. 연화대 전체가 1개의 돌로 되어 있으나 여러개의 돌로 만들어진 것처럼 상, 중,하 대의 삼단 형식을 정연히 갖추고 있다. 하대석의 측면은 10각형이며 8개 면에는 안상을 음각하고 그 안에 서화를 조각하였으며 2개 면에는 사자상을 조각하였다. 그리고 그 위로 복련판을 각 면에 따라 10판을 돌려 홍려하게 표현하였다. 이와 같은 조각과 장식 이외에도 중대, 상대, 등에는 안상과 화운, 연판문 등을 장식적 외장법으로 조각하였다. 상대석 윗면 중앙부분에는 두 개의 방형 구멍이 있는데 이로 미루어 이 좌대가 석불 입상을 세우는데 이용되지 않았을까 추정하고 있다. 좌대의 조각 수법이 통일신라시대의 양식과 유사하나 무질서한 안상의 배치와 연판내의 사치스러운 조각 및 장식법 등으로 미루어 고려시대 (高麗時代) 초기, 대략 10세기경의 석조물로 추정하고 있다.

## 같이 보기
- 금산사 金山寺

## 참고자료
- 김제 금산사 석련대 - 국가유산청 국가유산포털